# Тиквеш
Вижте пояснителната страница за други значения на Тиквеш.
Тиквеш или Тиквешия (на македонска литературна норма: Тиквеш, Тиквешија) е историко-географска област, разположена в южната част на Северна Македония.

## География
Областта е разположена западно от долината на река Вардар и обхваща Тиквешката котловина, северната част от платото Витачево и долината на Речка река. На изток Тиквеш граничи с Повардарието, на юг с областта Мариово (Тиквешко Мариово), на запад с областта Пелагония, а на север чрез планината Клепа се отделя от малката Изворска област и Азот.
В хидрографско отношение Тиквеш е средно богат на водни ресурси. През него протичат реките Речка река, Дошница, Бошава и Черна (Църна), на която е изградено Тиквешкото езеро, един от най-големите язовири в Северна Македония.
Климатът е преходносредиземноморски с летен минимум и зимен максимум на валежите. Средната годишна валежна сума е около 500 mm. Тиквешкото езеро оказва промяна върху микроклимата на региона.

## История
Тиквешията има богата и древна история. В областта са локализирани множество археологически обекти, датиращи от неолита, античността и средновековието. Богдан Филов, посетил този край през 1916 година, изказва предположение, че в миналото на левия бряг на Ресавска река, близко до брега на Черна е съществувал значителен град. Според него селяните наричали това място Тиквеш, което е било и името на този град. 
| „ | Оттам сигурно е получила името си и цялата околност около Кавадарци, която се казва също Тиквеш, без това име да отговаря на някой от сегашните градове. | “ |

 Днес това място е потопено под Тиквешкото езеро, като само най-високата му част се издига над нивото на водата. Местните наричат този остров Градот или Град Тиквеш. В същата местност през 50-те и 60-те години на миналия век при археологически разкопки е проучена елинистична и средновековна крепост, която е играла ролята на укрепено ядро на споменатия град.

В годините на Османското владичество областта Тиквеш е отделна административна единица. Първоначално е нахия в рамките на Струмишка каза, а от XVII век е самостоятелна каза в състава на Кюстендилския санджак. В средата на XVII век през Тиквеш минава османският пътешественик Евлия Челеби, който пише следното за казата: 
| „ | ...има всичко 70 оживени села. Това са села с лозя и градини, цялата рая на които са българи. | “ |

В 1839 година немският пътешественик и учен Аугуст Гризебах посещава Тиквеш и по-късно пише:
| „ | Аз чух да уверяват, че най-добре албански се говори в Елбасан, а български най-чисто се приказва в македонската околия Тиквеш, която лежи на пътя Скопие за Солун. | “ |

В 1856-1857 година Панайотис Аравантинос пише:
| „ | Тиквеш - град и епархия в Македония... Градът и епархията са населени с българи и са под ведомството на световелешкия митрополит. | “ |

В края на XIX век Васил Кънчов минава през Тиквеш и пише:
| „ | Селата в Тиквеш са много плодородни. Афион, жито, вино. Около Вардара – памук, сусам и анасон. Обаче населението е сиромашко. Чифликчийството тук е силно. Ангарията е още в употребление. Голямо зло са селските поляци. Има много чести случаи с потурчвания на жени. Ражда се и наут. Населението е от бъл[гарско] потекло и езикът им също е български. Целият Тиквеш е екзархийски. [Патриаршията] има само една фамилия Илия Христов, четвероженец във Ватоша. Той заседава в Мезлича и държи Положкия манастир. Има само една гръцка фамилия. Както гражданите, тъй и селяните и селските попове имат покровители от местните бегове. Най-богат е Махмуд бег. Даже за женитба и за опявания се взима съгласието на покровителя. В Тиквеш има две рудници. Едната е в Рожден на бр[атя] Алатини, а другата сега се открива в с. Мързено Ораовец, по левия бряг на Църна... Сръбската пропаганда тука сериозно е работила, досега без успех. Търговията с вино, която ставала със Сърбия, улесняваше агитацията. | “ |

Според статистиката на Кънчов към 1900 година в каазата Тиквеш живеят общо 47293 жители от които 26575 българи християни, 17961 българи мюсюлмани, 2076 турци, 24 арнаути християни, 122 власи и 535 цигани.
През лятото на 1913 година в областта избухва Тиквешкото въстание, което е първият масов въоръжен протест на македонските българи срещу новия сръбски режим във Вардарска Македония. По време на въстанието са освободени Неготино, Кавадарци и Ваташа.

## Селища
В Тиквеш се намират градовете Кавадарци и Неготино, които са главни административни, стопански и културни центрове на региона и седалища на общини. По-значими села в областта са Ваташа, Росоман (център на община), Возарци, Сопот, Марена, Ресава, Дреново, Бегнище.